# Wadd

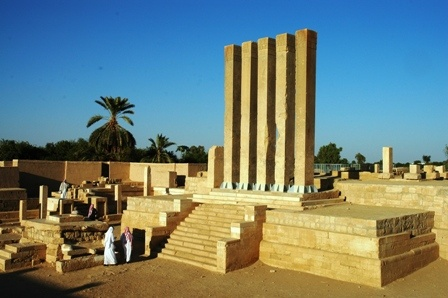
Temple de Barran à Marib

Wadd (en arabe: وَدّ) signifie « amour » et « amitié ». Il désigne dans le Coran (sourate 71, verset 23) une divinité à l'époque du prophète Noé. Il désignait auparavant une divinité lunaire des Minéens. 
Les temples célébrant Wadd furent détruits sur ordre de Mahomet ; ceux qui s'y opposèrent furent tués lors de l'expédition de Kalid ibn al-Walid (en).

## Source
Le livre des idoles (Kitab Al-Asnam) par Hicham ibn al-Kalbi.